# Gracilidris pombero
Gracilidris pombero is een mierensoort uit de onderfamilie van de Dolichoderinae. De wetenschappelijke naam van de soort is voor het eerst geldig gepubliceerd in 2006 door Wild & Cuezzo.